# Брусиловский, Рафаил Моисеевич
Рафаил Моисеевич Брусиловский (30 сентября 1894, Екатеринослав — 4 сентября 1971, Харьков) — русский советский писатель.
Член Союза писателей СССР (1935). Отец художника Анатолия Брусиловского.

## Биография
Родился в Екатеринославе, в земье зерноторговца. Семья переехала в Одессу, когда он был ребёнком. Там же окончил гимназию и литературные курсы Пролеткульта (1922), дебютировав стихами. Работал ретушёром, фотолаборантом, затем фотографом. Входил в литературное объединение «Потоки Октября». Работал на различных стройках в Сибири. Вернувшись в Одессу, женился на сестре поэта Семёна Кирсанова Берте Исааковне Кортчик (1902—?) и поселился в доме её родителей на Дерибасовской; в 1932 году родился их сын — будущий художник Анатолий Брусиловский Вместе с поэтом Евгением Павличенко руководил литературной студией ВУСППа — Всеукраинской спилки пролетарских письменников.
После возвращения из эвакуации в Башкирии во время войны переехал в Харьков, жил в доме «Слово», построенном кооперативом литераторов города. Автор повестей «Подруга» (1953) и «Верность» (1959), сборников рассказов «Люди и грузы» (1935), «Вторая молодость» (1942), «Сагадат» (1944), «Сердца отважных» (1945), «Рассказы о мальчиках» (1948), «Под Черноморскими звёздами» (1957), «Индийская марка» (1961), «Ночью будет гроза» (1963), «Дорога ведет к мысу Желаний» (1966), «Янтарный кубок» (1968), «Жила-была Катенька» (1971).

## Книги
- Люди и грузы (очерки). Харьков, 1935.
- Вторая молодость (очерки). Серия «Фронт и тыл». Уфа: Союз советских писателей Украины, 1942.
- Сагадат (очерки). Уфа: Башгосиздат, 1944.
- Рассказы о мальчиках. Харьков: Харьковское книжно-газетное издательство, 1948.
- Маяковский — лучший, талантливейший поэт нашей советской эпохи. Киев, 1951.
- Под Черноморскими звёздами (рассказы). Харьков: Харьковское областное издательство, 1957.
- Верность (повесть). Харьков: Харьковское областное издательство, 1959.
- Ночью будет гроза (повести и рассказы). Харьков: Харьковское областное издательство, 1963.
- Дорога ведет к мысу Желаний. Харьков: Прапор, 1966.
- Янтарный кубок (рассказы). Харьков: Прапор, 1968.
- Жила-была Катенька (повести и рассказы). Харьков: Прапор, 1971.